# Jung Byung-gil
Jung Byung-gil (정병길 nascut el 7 d'agost de 1980) és un director de cinema i guionista de Corea del Sud. Jung es va formar a l'Escola d'Acció de Seül. Es va graduar a la Chung-Ang University, creixent en el cinema, abans de debutar com a director amb un documental sobre els dobles, Action Boys, el 2008. Jung va obtenir reconeixement internacional
amb el thriller d'acció The Villainess, que va ser premiat al Festival de Cinema de Cannes el 2017. Està previst que debuti a Hollywood amb Afterburn, una adaptació del còmic del mateix nom, protagonitzada per Gerard Butler.

## Filmografia
- Three Important Components for Rock'n Roll (2006, urt documental) - director, guionista, productor executiu, director de fotografia, productor
- Action Boys (2008) - director, guionista, director de fotografia, editor, actor
- Bandhobi (2009) - actor (passant)
- Confession of Murder (2012) - director, guionista
- The Villainess (2017) - director, guionista, productor executiu
- Carter (2022) - director, guionista
- Afterburn (pròximament) - director[5]

## Premis i nominacions
| Any  | Premi                                      | Categoria                                         | Treball nominat      | Resultat  |
| ---- | ------------------------------------------ | ------------------------------------------------- | -------------------- | --------- |
| 2008 | Premis Director's Cut                      | Millor director de pel·lícula independent         | Action Boys          | Guanyador |
| 2008 | Festival Internacional de Cinema de Jeanju | Premi del Públic                                  | Action Boys          | Guanyador |
| 2008 | Festival Internacional de Cinema de Jeanju | CGV Korean Independent Feature Distribution Award | Action Boys          | Guanyador |
| 2009 | Premis Max Movie                           | Millor pel·lícula independent                     | Action Boys          | Guanyador |
| 2013 | 49th Baeksang Arts Awards                  | Millor guió                                       | Confession of Murder | Guanyador |
| 2013 | Camerimage                                 | Millor debut a la direcció                        | Confession of Murder | Guanyador |
| 2013 | 50ns Premis Grand Bell                     | Millor director novell                            | Confession of Murder | Guanyador |